# Tió de Nadal

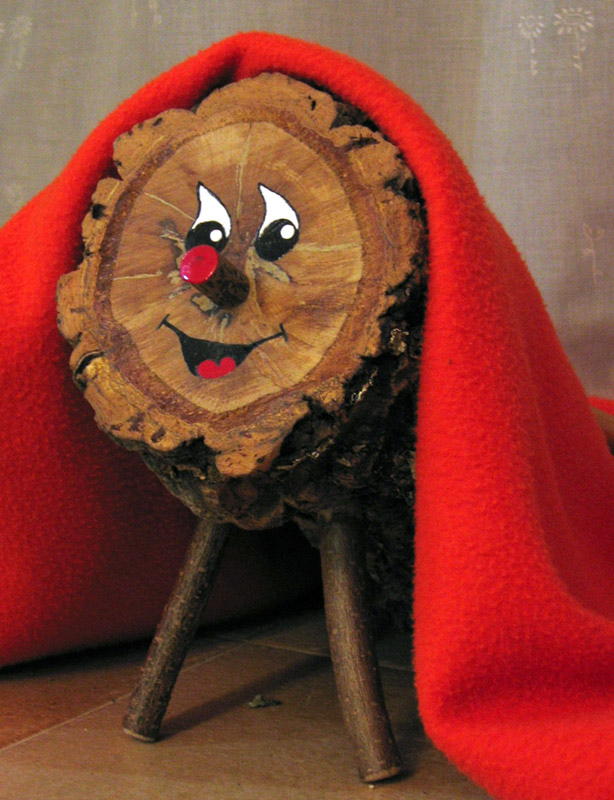
Een moderne Tió de Nadal bedekt met een rode deken.

De Tió de Nadal (in het Catalaans ook wel Soca, Xoca of Tronca genoemd) is een element uit de Catalaanse mythologie en een wijdverspreide traditie in Catalonië, Occitanië en Aragón. Van origine was het een stuk brandhout (tió in het Catalaans) voor de haard en zijn cadeau was de warmte die het gaf aan het huis. Tegenwoordig is het een boomstam die vaak wordt versierd met pootjes, een rode barretina en andere elementen die het een glimlachend gezicht geven.
Vanaf het feest van de Onbevlekte Ontvangenis van Maria op 8 december geven de kinderen elke dag eten aan de Tió de Nadal en bedekken ze hem met een rode deken zodat hij het niet koud krijgt. De avond voor kerst (of soms op eerste kerstdag) wordt het uiteinde van de Tió de Nadal een tijdje in de haard gezet en wordt hem gevraagd om te "schijten" (dit is de term die wordt gebruikt in het Catalaans, men zegt cagar en niet een netter woord). Tegenwoordig hebben veel huishoudens echter geen haard meer en is dat deel van de traditie komen te vervallen. Om de Tió de Nadal te laten "schijten" wordt hij geslagen met een stok terwijl men een traditioneel lied zingt.
De Tió de Nadal geeft weinig grote cadeaus (deze worden later gebracht door de Drie Koningen, zie ook Driekoningenoptocht). Het zijn kleine cadeaus die iedereen deelt, zoals (kerst)snoepgoed, drinken en klein speelgoed. Wanneer hij niets meer over heeft om te geven, "schijt" hij bijvoorbeeld een zoute haring, knoflook of een ui.